# Marguérite Dielman
Marguérite Dielman (Brussel, 1865 - 1942) was een Belgische stillevenschilderes.

## Levensloop

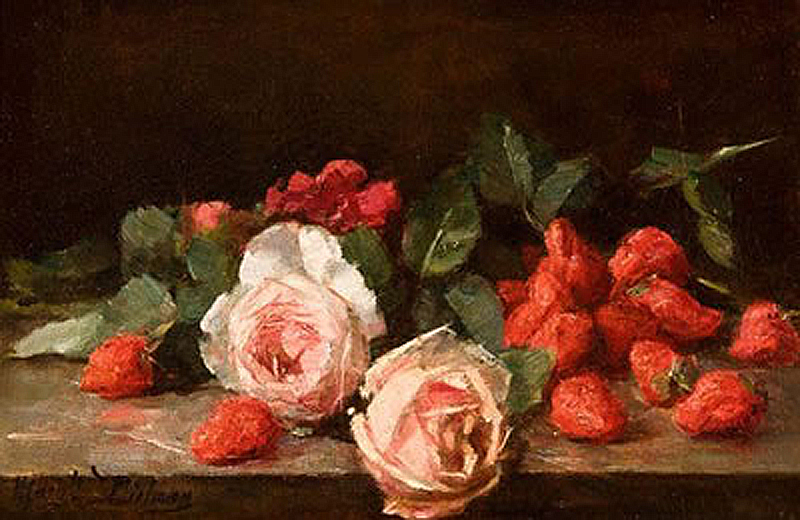
Rozen en aardbeien (omstreeks 1910)

Haar vader was politiecommissaris in Brussel.
Ze was leerling van Jean Portaels en Ernest Blanc-Garin en ze schilderde hoofdzakelijk stillevens en dieren.
In 1888 was ze medestichtster van de “Cercle des Femmes Peintres”. Andere leden waren: Berthe Art, Marie De Bièvre, Marie Heijermans, Alice Ronner, Rosa Venneman, Marguérite Verboeckhoven en Emma Verwee. Ze organiseerden vier tentoonstellingen (1888, 1890, 1891, 1893) waarna de groep wellicht uit elkaar viel.
Ze woonde in de Square Marguérite 43 in Brussel.
Haar olieverfschilderij "Zomerbloemen in een vaas" werd in juni 1999 geveild voor £1.840 bij Christie's, Londen.

## Tentoonstellingen
- Salon 1892, Gent
- World's Columbian Exposition, Chicago, 1893
- Cercle Artistique, Brussel, 1893: tentoonstelling samen met Paul Hermanus en Adolphe Jacobs
- Tentoonstelling van waterverfschilderingen, pastel, etsen, &a, Antwerpen, 1903: "Gele anthemis" (pastel)
- Salon 1907, Brussel: "Nagelboemen", "Harmonie in rood", "Anjers en primulas"
- Wereldtentoonstelling van 1910, Brussel